# Roger Payet
Pour les articles homonymes, voir Payet.
Roger Payet est un homme politique français né le 18 août 1894 à Salazie et mort le 6 janvier 1966. Il fut le président du conseil général de La Réunion du 13 octobre 1949 jusqu'à son décès, date à laquelle il est remplacé par Marcel Cerneau.